# Теорія катастроф
Теорія катастроф — розділ прикладної математики, галузь теорії біфуркацій, важливий інструмент для дослідження динамічних систем; також — спеціальний розділ загальнішої теорії сингулярностей в геометрії.

## Історія
Основи теорії катастроф були закладені насамперед у працях американського тополога Гасслера Вітні (англ. Hassler Whitney) в 1955 році, в 1960-х цією теорією зайнявся французький математик і лауреат премії Філдса 1958 року Рене Том. Однак популярності ідеї Вітні та Тома набули тільки завдяки декільком публікаціям Крістофера Зімана (англ. Christopher Zeeman) в 1970-х.

## Елементарні катастрофи
Теорія катастроф аналізує критичні точки (репетиції) потенціальної функції, тобто точки, де не тільки перша похідна функції дорівнює нулю, але й рівні нулю і похідні більш високого порядку. Динаміка розвитку таких точок може бути вивчена за допомогою розкладання потенціальної функції в ряд Тейлора за малих змін вхідних параметрів.
Якщо точки росту не є випадковими, а структурно стабільними, то ці точки існують як центри організації для особливих геометричних структур з низьким рівнем виродженості, з критичними параметрами (високим рівнем катастрофічності) в оточуючих їх областях фазового простору. Якщо потенціальна функція залежить від трьох або меншого числа активних змінних, і п'яти або менше активних параметрів, то в цьому випадку існує всього сім описаних узагальнених структур геометрій біфуркацій, яким можна приписати стандартні форми розкладу в ряд Тейлора, в які можна розкласти критичні точки за допомогою дифеоморфізму (гладкої трансформації, інверсія якої є теж гладкою). Сьогодні ці сім фундаментальних типів відомі під іменами, які їм дав Рене Том.
Функції з однією змінною:
- Катастрофа типу Складка V = x3 + ax
- Катастрофа типу Збірка V = x4 + ax2 + bx
- Катастрофа типу Хвіст ластівки V = x5 + ax3 + bx2 + cx
- Катастрофа типу Метелик V = x6 + ax4 + bx3 + cx2 + dx

Потенціальні функції з двома змінними:
- Гіперболічна омбіліка V = x3 + y3 + axy + bx + cy
- Еліптична омбіліка V = x3 / 3 − xy2 + a(x2 + y2) + bx + cy
- Параболічна омбіліка V = yx2 + y4 + ax2 + by2 + cx + dy

## Застосування теорії катастроф
Створення і розвиток цієї частини математичного аналізу були пов'язані з широкими можливостями наочного аналізу деяких складних явищ, особливо тих, які зустрічаються при описі різних природних та соціальних явищ(веселка, каустика, стійкість складних систем, коливання і руйнування в будівельній механіці, поведінку в етологіі, моніторинг психічних порушень, спричинених радіацією і навіть бунти у в'язницях).

### Англійською мовою
- Arnold, Vladimir Igorevich. Catastrophe Theory, 3rd ed. Berlin: Springer-Verlag, 1992.
- Gilmore, Robert. Catastrophe Theory for Scientists and Engineers. New York: Dover, 1993.
- Postle, Denis. Catastrophe Theory — Predict and avoid personal disasters. Fontana Paperbacks 1980. ISBN 0-00-635559-5
- Poston, Tim and Stewart, Ian. Catastrophe Theory and Its Applications. London, San Francisco, Melbourne: Pitman, 1978
- Poston, T. and Stewart, Ian. Catastrophe: Theory and Its Applications. New York: Dover, 1998. ISBN 0-486-69271-X.
- Sanns, Werner. Catastrophe Theory with Mathematica: A Geometric Approach. Germany: DAV, 2000.
- Saunders, Peter Timothy. An Introduction to Catastrophe Theory. Cambridge, England: Cambridge University Press, 1980.
- Thom, René. Structural Stability and Morphogenesis: An Outline of a General Theory of Models. Reading, MA: Addison-Wesley, 1989. ISBN 0-201-09419-3.
- Thompson, J. Michael T. Instabilities and Catastrophes in Science and Engineering. New York: Wiley, 1982.
- Woodcock, Alexander Edward Richard and Davis, Monte. Catastrophe Theory. New York: E. P. Dutton, 1978.
- Zeeman, E.C. Catastrophe Theory-Selected Papers 1972—1977. Reading, MA: Addison-Wesley, 1977.

### Російською мовою
- Арнольд В. И. Теория катастроф. — М. : Наука, 1990. — 128 с.
- Брёкер Т., Ландер Л. Дифференцируемые ростки и катастрофы. — М. : Мир, 1977. — 208 с.
- Гилмор Р. Прикладная теория катастроф. — М. : Мир, 1984. — 349+285 с.
- Йосс Ж., Джозеф Д. Элементарная теория устойчивости и бифуркаций. — М. : Мир, 1983. — 300 с.
- Постон Т., Стюарт И. Теория катастроф и её приложения. — М. : Мир, 1980. — 617 с.
- Стюарт И. Тайны катастрофы. — М. : Мир, 1987. — 80 с.
- Том Р. Структурная устойчивость и морфогенез. — М. : Логос, 2002. — 288 с.
- Томпсон Дж. М. Т. Неустойчивости и катастрофы в науке и технике. — М. : Мир, 1985. — 256 с.
- А. Чуличков. Теория катастроф и развитие мира. «Климат, лёд, вода ландшфты». [Архівовано 6 травня 2011 у Wayback Machine.]
- В. И. Арнольд и «Теория катастроф». Книга и слова об авторе.[недоступне посилання]